# Пиу-IX (микрорегион)

Пиу-IX на карте.

Пиу-IX (порт. Microrregião de Pio IX) — микрорегион в Бразилии, входит в штат Пиауи. Составная часть мезорегиона Юго-восток штата Пиауи. Население составляет 57 830 человек (на 2010 год). Площадь — 4314,621 км². Плотность населения — 13,40 чел./км².

## Демография
Согласно сведениям, собранным в ходе переписи 2010 г. Национальным институтом географии и статистики (IBGE), население микрорегиона составляет:
| Полное население                             | Полное население                             | Полное население                             | Полное население                             | 57 830 |
| -------------------------------------------- | -------------------------------------------- | -------------------------------------------- | -------------------------------------------- | ------ |
| в том числе:                                 | Городское население                          | 24 509                                       | Процент городского населения, %              | 42,38  |
|                                              | Сельское население                           | 33 321                                       | Процент сельского населения, %               | 57,62  |
|                                              | Мужское население                            | 28 962                                       | Процент мужского населения, %                | 50,08  |
|                                              | Женское население                            | 28 868                                       | Процент женского населения, %                | 49,92  |
| Плотность населения, чел/км²                 | Плотность населения, чел/км²                 | Плотность населения, чел/км²                 | Плотность населения, чел/км²                 | 13,40  |
| Население микрорегиона в % к населению штата | Население микрорегиона в % к населению штата | Население микрорегиона в % к населению штата | Население микрорегиона в % к населению штата | 1,85   |

## Статистика
- Валовой внутренний продукт на 2003 год составляет 88 833 443,00 реалов (данные: Бразильский институт географии и статистики).
- Валовой внутренний продукт на душу населения на 2003 год составляет 1679,03 реалов (данные: Бразильский институт географии и статистики).
- Индекс развития человеческого потенциала на 2000 год составляет 0,586 (данные: Программа развития ООН).

## Состав микрорегиона
В составе микрорегиона включены следующие муниципалитеты:
1. Алагоинья-ду-Пиауи
2. Алегрети-ду-Пиауи
3. Франсиску-Сантус
4. Монсеньор-Иполиту
5. Пиу-IX
6. Санту-Антониу-ди-Лисбоа